# Орах
Орах или Сув Орах (на македонска литературна норма: Орах, Сув Орах) е село в Северна Македония, в община Старо Нагоричане.

## География
Селото е разположено в областта Средорек на един километър северно от пътя Кюстендил - Куманово.

## История
Църквата „Свети Георги и Свети Никола“ е от XVI–XVII век.
В края на XIX век Орах е българско село в Кумановска каза на Османската империя. Според статистиката на Васил Кънчов („Македония. Етнография и статистика“) от 1900 г. Орах е населявано от 760 жители българи християни.
Цялото християнско население на селото е под върховенството на Българската екзархия. По данни на секретаря на екзархията Димитър Мишев („La Macédoine et sa Population Chrétienne“) в 1905 година в Орах има 736 българи екзархисти. Според секретен доклад на българското консулство в Скопие всичките 85 къщи в селото през 1906 година под натиска на сръбската пропаганда в Македония признават Цариградската патриаршия.
В учебната 1907/1908 година според Йован Хадживасилевич в селото има патриаршистко училище.
По време на Първата световна война Орѣхъ е център на община и има 615 жители.
По време на българското управление във Вардарска Македония в годините на Втората световна война, Димитър Славев Вълков от Крива Паланка е български кмет на Орах от 7 ноември 1941 година до 4 март 1943 година. След това кметове са Спас Маринов Станев от Връв (12 юли 1943 - 9 октомври 1943) и Боян Аспарухов Симеонов от Враня Стена (15 октомври 1943 - 12 август 1944).

## Карпински манастир
Основна забележителност на Орах е Карпинският манастир „Въведение Богородично“. Църквата е изградена в XVI–XVII век.